# Yakov e i sette ladroni
Yakov e i sette ladroni è il terzo libro per ragazzi scritto dalla cantante pop Madonna.
Pubblicato nel 2004, il libro è illustrato da Gennady Spirin.

## Trama
In un paese fiabesco in Russia, il calzolaio Yakov e sua moglie Olga hanno il loro unico figlio affetto da una grave malattia e in punto di morte. I medici non possono aiutarlo quindi l'unica speranza per Yakov è affidarsi al saggio del paese. Il vecchio gli promette che pregherà per far aprire le porte del paradiso. 
Ritenendo le sue preghiere insufficienti il saggio invita a pregare con lui sette ladroni: Vladimir la Villain, Sadko il Serpente, il Boris Barefoot Midget, Stinky Pasha, Petra il Pickpocket, Ivan l'Incendiario e Igor la Tigre. I sette, sbalorditi e allo stesso tempo affascinati, accettano e rimangono per tutta la notte a pregare per la salvezza del ragazzo.
La mattina dopo Yakov torna dal vecchio e riceve l'attesa notizia: le preghiere sono arrivate in paradiso e hanno scardinato le sue porte.

## Edizioni
- Madonna, Yakov e i sette ladroni, traduzione di V. Raimondi, collana Kids, Feltrinelli,  p. 32.